# Fidias Panajotu
Fidias Panajotu (gr. Φειδίας Παναγιώτου; ur. 10 kwietnia 2000 w Meniko) – cypryjski youtuber i influencer, poseł do Parlamentu Europejskiego X kadencji.

## Życiorys
W 2019 zaczął publikować filmiki w serwisie YouTube. Zyskał znaczną popularność, jego kanał „Fidias” w czerwcu 2024 miał 2,6 miliona subskrybentów, a przesłane materiały wówczas ponad 500 milionów wyświetleń. Wśród jego produkcji znalazł się cykl nagrań z akcji przytulania 100 celebrytów (w tym Elona Muska). Swoimi zachowaniami wzbudzał także krytykę. W 2023 zamieścił nagranie, na którym pokazywał, jak unikać płacenia za podróżowanie metrem w Bengaluru. W tym samym roku opublikował filmik z pobytu w Japonii, na którym uchylał się od płacenia za bilety kolejowe oraz śniadanie w pięciogwiazdkowym hotelu.
W styczniu 2024 ogłosił swój start w wyborach europejskich w tym samym roku, motywując to chęcią zaangażowania młodych ludzi w politykę. Sam wskazał, że nigdy nie głosował i że nie zna się na sprawach dotyczących Unii Europejskiej. W wyborach z czerwca 2024, będąc kandydatem niezależnym, otrzymał 19,4% głosów, zajmując trzecie miejsce (za głównymi ugrupowaniami DIKO oraz AKEL) i uzyskując mandat eurodeputowanego X kadencji.